# Ilha do Faraó

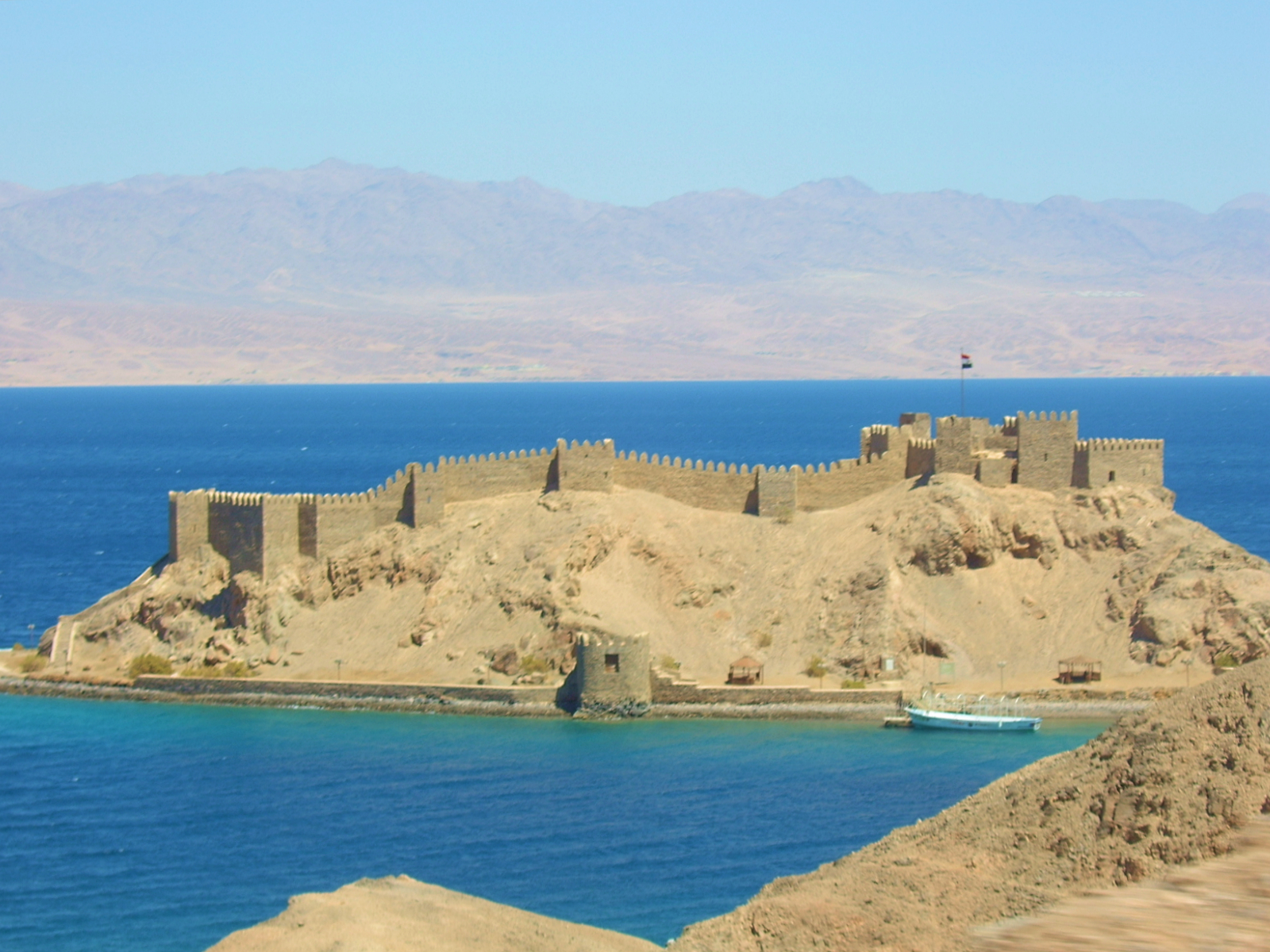
Cidadela dos cruzados, na Ilha do Faraó.

Ilha do Faraó (em árabe: Jazirrat Far'aun) é uma ilha situada no norte do golfo de Ácaba, no litoral oriental da península do Sinai, no Egito. No século XII os cruzados que defendiam a cidade vizinha de Ácaba, atualmente na Jordânia, ergueram ali uma cidadela, que chamaram de Ile de Graye. Em 1170 o líder muçulmano Saladino conquistou a ilha e reconstruiu a cidadela.
Juntamente com a cidadela de Al-Gundi, também no Egito, as construções da Ilha do Faraó foram inscritas na lista de candidatos ao Patrimônio Mundial, da UNESCO, em 28 de julho de 2003, devido ao valor cultural universal que lhe foi atribuído.
Por sua localização, próximo à Jordânia e a Israel, a ilha, juntamente com seus recifes de corais, se tornaram um destino popular para os turistas que se hospedam em Taba, Eiltar e Ácaba.